# La mia piccola Margie
La mia piccola Margie (My Little Margie) è una serie televisiva statunitense in 126 episodi trasmessi per la prima volta nel corso di 4 stagioni dal 1952 al 1955.
È una sitcom incentrata sulle vicende familiari di Vern Albright, cinquantenne vedovo padre della ventunenne Margie Albright. Debuttò sulla CBS come sostituzione estiva di I Love Lucy il 16 giugno 1952, con la sponsorizzazione della Philip Morris. Con una mossa insolita, la serie, con gli stessi attori, cominciò ad andare in onda con episodi originali anche sul canale radiofonico della CBS, in concomitanza con le trasmissioni televisive, da dicembre del 1952 fino ad agosto del 1955. Di sole 23 trasmissioni radiofoniche è nota l'esistenza in forma registrata.

## Trama
Il facoltoso uomo d'affari Vern Albright condivide un appartamento presso il Carlton Arms Hotel insieme alla figlia Margie. Vern è il vice presidente dell'impresa di investimento Honeywell & Todd, il suo capo è George Honeywell. Il partner di Honeywell è interpretato da George Meader. Roberta (Hillary Brooke) è la donna con cui esce Vern, Freddy Wilson è il fidanzato di Margie. Mrs. Odetts (interpretata da Gertrude W. Hoffmann in TV; Verna Felton nella radio) è la vicina di casa degli Albright. Nel cast è presente anche Willie Best nel ruolo dell'addetto all'ascensore. Molti episodi vertono sul rapporto a volte conflittuale tra Vern e la figlia; quest'ultima infatti cerca di tenere lontano le donne che il padre prova a frequentare perché pensa che queste possano approfittarsi di lui. Un altro tema della serie è rappresentato dalle richieste di maggiore indipendenza da parte di Margie che non si sente più una bambina.

## Personaggi e interpreti
- Margie Albright (126 episodi, 1952-1955), interpretata da Gale Storm.
- Vern Albright (126 episodi, 1952-1955), interpretato da Charles Farrell.
- George Honeywell (50 episodi, 1952-1955), interpretato da Clarence Kolb.
- Freddie Wilson (42 episodi, 1952-1955), interpretato da Don Hayden.
- Mrs. Odetts (25 episodi, 1952-1955), interpretata da Gertrude Hoffman.
- Charlie (21 episodi, 1952-1955), interpretato da Willie Best.
- Roberta Townsend (19 episodi, 1952-1955), interpretata da Hillary Brooke.
- Betty (13 episodi, 1952-1955), interpretata da Dian Fauntelle.
- Dottor Carr (6 episodi, 1952-1955), interpretato da Roy Roberts.
- Mr. Creevey (6 episodi, 1952-1955), interpretato da Peter Leeds.
- E. Thomas Grant (5 episodi, 1952-1955), interpretato da Herb Vigran.
- Bertram Bolton (5 episodi, 1953-1955), interpretato da Paul Maxey.

### Guest star
Tra le guest star: Sydney Mason, Paul Harvey, John Lupton, Eileen Stevens, William E. Green, John M. Kennedy, Dick Simmons, George Pembroke, Bob Carraher, Florence Bates, Fortunio Bonanova, Gloria Eaton, Marshall Bradford, Ron Randell, Sheila James, Tom Mann, William Newell, Poppy Delvando, Gloria Talbott, Malcolm Mealey, Victor Milan, Sol Gorss, Alvy Moore, Betty Fuller, Otto Waldis, Teresa Tudor, Paul McGuire, Dian Fauntelle, Alix Talton, Cliff Ferre.

## Produzione
La serie, ideata da Frank Fox, fu prodotta da Roland Reed Productions e girata negli Hal Roach Studios a LCulver City in California. Le musiche furono composte da Alexander Laszlo.

### Registi
Tra i registi sono accreditati:
- Hal Yates in 77 episodi (1952-1955)

### Sceneggiatori
Tra gli sceneggiatori sono accreditati:
- Frank Fox in 30 episodi (1952-1955)
- George Carleton Brown in 25 episodi (1952-1955)
- Frank Gill Jr. in 12 episodi (1953-1955)
- John Kohn in 3 episodi (1953-1954)
- Alan Woods in 3 episodi (1953-1954)
- Nathaniel Curtis in 2 episodi (1952-1955)

## Distribuzione
La serie fu trasmessa negli Stati Uniti dal 16 giugno 1952 al 24 agosto 1955 sulla rete televisiva CBS. In Italia è stata trasmessa con il titolo La mia piccola Margie.

## Episodi
| Stagione         | Episodi | Prima TV USA |
| ---------------- | ------- | ------------ |
| Prima stagione   | 12      | 1952-1952    |
| Seconda stagione | 35      | 1952-1953    |
| Terza stagione   | 39      | 1953-1954    |
| Quarta stagione  | 39      | 1954-1955    |